# Diplotaxis arctifrons
Diplotaxis arctifrons är en skalbaggsart som beskrevs av Bates 1888. Diplotaxis arctifrons ingår i släktet Diplotaxis och familjen Melolonthidae. Inga underarter finns listade i Catalogue of Life.